# ATP-toernooi van Marbella
Het ATP-toernooi van Marbella was een tennistoernooi voor mannen dat in 2021 plaatsvond op de gravelbanen in de Spaanse stad Marbella in de regio Andalusië. 
Het was een van de toernooien die in het leven werden geroepen ter compensatie van de annulering van verschillende tennistoernooien door de coronapandemie in 2021. Het toernooi had een eenjarige toernooilicentie gekregen van de ATP, ter vervanging van het afgelaste graveltoernooi van Houston. 
De toernooidirecteur was de Oostenrijker Ronnie Leitgeb met zijn bedrijf CHAMP Events Espana SL, die in 2021 ook eigenaar was van het ATP-toernooi van Lyon. Leitgeb bezat een vakantiehuis in Marbella, waardoor hij in contact kwam met deze locatie.
Het toernooi stond los van het ATP-toernooi van Marbella, dat in 1996 en 1997 eveneens in Marbella werd georganiseerd, alvorens het werd verplaatst naar Mallorca en vervolgens naar Valencia.

## Finales

### Enkelspel
| Jaar | Winnaar             | Finalist    | Score         |
| ---- | ------------------- | ----------- | ------------- |
| 2021 | Pablo Carreño Busta | Jaume Munar | 6-4, 2-6, 6-4 |

### Dubbelspel
| Jaar | Winnaars                    | Finalisten                  | Score    |
| ---- | --------------------------- | --------------------------- | -------- |
| 2021 | Ariel Behar Gonzalo Escobar | Tomislav Brkić Nikola Čačić | 6-2, 6-4 |

ITF-toernooien (mannen en vrouwen)

ATP-toernooien (mannen) – ATP-seizoen 2025

WTA-toernooien (vrouwen) – WTA-seizoen 2025

Voormalige toernooien mannen
Voormalige toernooien vrouwen
Voormalige amateurtoernooien